# Juozapas Montvila
Juozapas (Juozas) Montvila (ur. 2 stycznia 1885 w Gudinė koło Mariampola, zm. 15 kwietnia 1912 na Atlantyku) – litewski duchowny rzymskokatolicki oraz działacz narodowy z Suwalszczyzny. Znany przede wszystkim w kontekście swojej postawy w trakcie katastrofy brytyjskiego transatlantyku RMS „Titanic”, w trakcie której ustąpił swoje miejsce w szalupie innym osobom.

## Życiorys
Urodził się w 1885 w Gudinė pod Mariampolem, jako syn rolników Kazimierasa i Magdaleny, z domu Karalevičiūtė. W 1887 rodzina przeprowadziła się do wioski Nendriniškiai, gdzie na świat przyszło rodzeństwo Juozapasa: Petras, Kazimieras, Pijus, Andrius, Emilija, Elžbieta i Izabelė. Później rodzina przeprowadziła się do Mariampola, gdzie Juozapas Montvila ukończył gimnazjum. Przez cztery lata kształcił się w Seminarium Duchownym w Sejnach, zaś 22 marca 1908 roku przyjął święcenia kapłańskie w Warszawie. Po święceniach objął funkcję wikariusza w parafii w Lipsku koło Augustowa. Mimo zakazu władz carskich w tajemnicy posługiwał unitom i za ochrzczenie dziecka oraz wysłuchanie spowiedzi została skierowana przeciwko niemu sprawa karna (groziło mu pozbawienie funkcji duchownych i święceń). W związku z postępowaniem sądowym, ks. Montvila został przeniesiony przez kurię diecezjalną sejneńską do Lubowa, gdzie objął funkcję wikariusza. W Lubowie duchowny zaangażował się w działalność narodową i mimo zakazów głosił kazania i uczył dzieci katechizmu w języku litewskim. Założył również Towarzystwo Odnowienia Narodowego Litwy. Był redaktorem katolickiej gazety w Sejnach. Pisał również kazania dla wydawnictwa Vadovas.
W wyniku represji oraz obawiając się aresztowania i pozbawienia funkcji kapłańskich ks. Juozapas Montvila potajemnie opuścił kraj i na początku 1912 roku wyjechał do Londynu, gdzie mieszkał jego krewny ks. K. Matulaitis. Docelowo Juozapas Montvila planował emigrację do USA, gdzie od 1907 roku mieszkał jego brat Petras. Dzięki zbiórce zakupił bilet w 2 klasie na RMS „Titanic” i wsiadł na pokład statku w porcie Southampton. 14 kwietnia 1912 asystował ks. Thomasowi Bylesowi w trakcie odprawianej przez niego mszy świętej na pokładzie statku. Gdy doszło do zderzenia „Titanica” z górą lodową w nocy z 14 na 15 kwietnia 1912, ks. Montvila odmówił skorzystania z zaproponowanego mu miejsca w szalupie ratunkowej i podobnie jak dwaj inni obecni na statku duchowni: ks. Thomas Byles z Anglii oraz benedyktyn Joseph Peruschtz z Bawarii, pozostał z wiernymi do końca udzielając absolucji i odmawiając różaniec.
Według jednej z wersji ciała duchownego nie odnaleziono, według notatki w „Kurierze Warszawskim” z numeru 135 z 16 maja 1912 jego zwłoki przywieziono z Nowego Jorku do Lipawy i pochowano w Wilnie. Jego rodzice i dziadkowie otrzymali odszkodowanie w wysokości 130 funtów od Titanic Relief Fund.

## Upamiętnienie
W roku 1977 Petras Montvila wydał książkę pt. Kiedy przeszłość wraca, upamiętniającą zmarłego brata. W 1992 roku litewscy wierni zaapelowali o rozpoczęcie procesu beatyfikacyjnego ks. Juozapasa Montvili. Duchowny został upamiętniony między innymi tablicą pamiątkową w litewskim kościele parafialnym w Londynie oraz medalem ściennym według projektu Petrasa Gintalasa. Ks. Montvila upamiętnia również kapliczka słupowa w Lubowie i odsłonięty w 2012 pomnik pod Mariampolem. W 2012 ukazała się książka poświęcona litewskim ofiarom katastrofy „Titanica” w tym ks. Montvili pt. Titaniko lietuvai, autorstwa Gerdy Butkuvienė i Vaidy Lowell.